# Wilderness Area (Vereinigte Staaten)

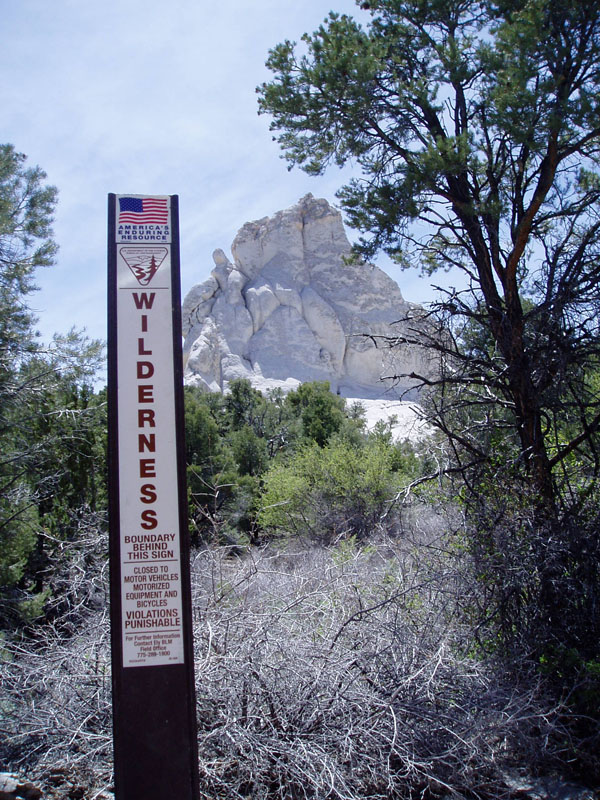
Beschilderung in der Fortification Range Wilderness, Nevada

Wilderness Area (englisch, wörtlich „Wildnis-Gebiet“) ist eine Kategorie von Naturschutzgebieten in den Vereinigten Staaten. Wilderness Areas sind am strengsten geschützte Gebiete und sollen von menschlichen Eingriffen unbeeinflusst sein und dauerhaft vor ihnen geschützt werden. Ein Wilderness Area wird vom US-Kongress gemäß dem Wilderness Act vom 3. September 1964 (Public Law 88-577) ausgewiesen. Geschützt werden nur große zusammenhängende Gebiete von mindestens 20 km² (5000 acre) oder Inseln, die auch kleiner sein dürfen. Alle Wilderness Areas erfüllen die Definition der Kategorie I Strenges Naturgebiet/Wildnisgebiet (Schutzgebiet, das hauptsächlich zum Zwecke der Forschung oder des Schutzes der Wildnis verwaltet wird) der Weltnaturschutzorganisation International Union for Conservation of Nature and Natural Resources (IUCN).
Es gibt 806 Wilderness Areas (Stand 2024), die in der Größe von der Pelican Island Wilderness, Florida mit 2,2 ha bis zur Wrangell-Saint Elias Wilderness, Alaska mit 38.169,9 km² reichen. Sie liegen in 44 der 50 US-Bundesstaaten und in Puerto Rico. Je nach Schwerpunkt des Schutzkonzeptes und der bereits bestehenden Betreuung des Gebietes vor der Ausweisung können Wilderness Areas von den vier Regierungsbehörden Bureau of Land Management, Fish and Wildlife Service, US Forest Service und National Park Service verwaltet werden.
Anders als Nationalparks, die eine starke touristische Bedeutung haben, ist allen Wilderness Areas gemeinsam, dass es keine touristische oder andere Infrastruktur gibt. Hier gibt es keine Straßen, Bauten, ausgewiesene Campingplätze oder sonstige Einrichtungen. Historische Bauwerke oder prähistorische Siedlungen stehen einer Unterschutzstellung nicht im Wege, wenn sie das Gebiet als Ganzes nicht oder nicht wesentlich prägen. Nach der Ausweisung dürfen derartige Bauten zwar unterhalten, nicht aber ausgebaut oder ersetzt werden. Wege werden je nach Gebiet rudimentär unterhalten. 
Nur für zehn besonders kleine und streng geschützte Wilderness Areas (alle unter der Verwaltung des Fish and Wildlife Service) besteht ein Betretungsverbot, in den anderen Gebieten ist eine naturgemäße Nutzung ohne Fahrzeuge möglich. Fahrräder, auch Mountainbikes, sind verboten, Trekking sowie gegebenenfalls Wanderreiten und Kanuwandern sind die einzigen Fortbewegungsarten. In fast allen Gebieten ist im Rahmen der gesetzlichen Vorschriften das Angeln zulässig, in den Gebieten unter der Verwaltung des Bureau of Land Management und des US Forest Service in der Regel auch die Jagd.